# Романільйос-де-Атьєнса
Романільйос-де-Атьєнса (ісп. Romanillos de Atienza) — муніципалітет в Іспанії, у складі автономної спільноти Кастилія-Ла-Манча, у провінції Гвадалахара. Населення — 48 осіб (2010).
Муніципалітет розташований на відстані близько 120 км на північний схід від Мадрида, 75 км на північ від Гвадалахари.

## Демографія
Динаміка населення (INE ):